# باميلا ويندهام
باميلا ويندهام (بالإنجليزية: Pamela Wyndham)‏ (14 يناير 1868، سالزبوري في المملكة المتحدة - 18 نوفمبر 1928)؛ كاتِبة وشاعرة بريطانية.